# Anti von Klewitz
 (septembre 2015).
 (septembre 2017).
Anti von Klewitz est une violoniste et chanteuse allemande spécialisée dans la musique des pays de l'Est. Elle est la sœur du saxophoniste de jazz Jan von Klewitz (de).

## Biographie
Après ses études de violon qu'elle a faites entre autres à Zagreb, Anti von Klewitz s'essaye pendant quelque temps à la musique de rue. À cette époque, elle joue surtout du folklore d'Europe de l'Est.
Elle part à l'international avec le trio Nomad. Elle fait ensuite partie de diverses formations et divers groupes, parmi lesquels Hora Colora, avec lequel elle emporte en 1996 le prix d'encouragement pour la musique folk de Rudolstadt. Elle a écrit à cette occasion plusieurs morceaux et arrange le morceau hongrois Amari Szi dans plusieurs variations. Avec le groupe Bal cannibals, anciennement Klewitzki, elle monte sur scène essentiellement en Allemagne et en Hollande. Elle transforme l'ancien groupe Hora Colora en le Hora Colora Projekt. Avec le musicien Sander Hoving, elle joue aussi dans un duo nommé Botschanot.
Elle dirige le groupe Csókolom. Depuis 1991, elle vit entre Amsterdam et Berlin.

## Discographie partielle
- Hora Colora – Tales of Bears and bears
- Hora Colora – Balcancan
- Anti von Klewitz – Eastern Komfort (CD pour la mort de sa sœur Ulrike von Klewitz)
- Csókolom – Ludo Luda (Fools Fancy)
- Csókolom – May I Kiss Your Hand
- Csókolom – Dog Daze
- Klewitzki – Za Strange
- Bal cannibals – With a pure heart

### Crédits de traduction
- (de) Cet article est partiellement ou en totalité issu de l’article de Wikipédia en allemand intitulé « Anti von Klewitz » (voir la liste des auteurs).